# 波函数
本条目中，向量與标量分別用粗體與斜體顯示。例如，位置向量通常用 {\displaystyle \mathbf {r} \,\!} 表示；而其大小則用 {\displaystyle r\,\!} 來表示。

設想經典力學裏的諧振子 系統（A-B），一條彈簧的一端固定不動，另一端有一個帶質量圓球；在量子力學裏， （C-H）展示出同樣系統的薛丁格方程式的六個波函數解。橫軸坐標表示位置，豎軸坐標表示波函數機率幅的實部（藍色）或虛部（紅色）。（C-F）是定態，（G、H）不是定態。定態的能量為駐波振動頻率與約化普朗克常數的乘積。

在量子力學裏，量子系統的量子態可以用波函數（英語：Wave function）來描述。薛丁格方程式設定波函數如何隨著時間流逝而演化。
波函數 {\displaystyle \Psi (\mathbf {r} ,t)} 是一種複值函數，表示粒子在位置 {\displaystyle \mathbf {r} } 、時間 {\displaystyle t} 的機率幅，它的絕對值平方 {\displaystyle |\Psi (\mathbf {r} ,t)|^{2}} 是在位置 {\displaystyle \mathbf {r} } 、時間 {\displaystyle t} 找到粒子的機率密度。以另一種角度詮釋，波函數{\displaystyle \Psi (\mathbf {r} ,t)}是「在某時間、某位置發生相互作用的概率幅」。

## 歷史

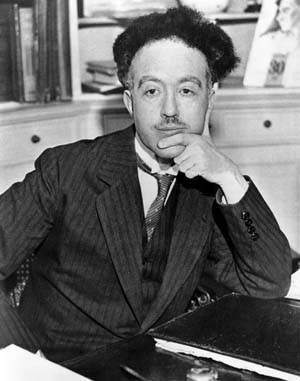
路易·德布羅意

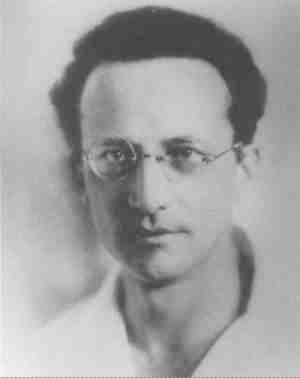
埃爾溫·薛丁格

在1920年代與1930年代，理論量子物理學者大致分為兩個陣營。第一個陣營的成員主要為路易·德布羅意和埃爾溫·薛丁格等等，他們使用的數學工具是微積分，他們共同創建了波動力學。第二個陣營的成員主要為維爾納·海森堡和馬克斯·玻恩等等，使用線性代數，他們建立了矩陣力學。後來，薛丁格證明這兩種方法完全等價。:606–609
德布羅意於1924年提出的德布羅意假說表明，每一種微觀粒子都具有波粒二象性。電子也不例外，具有這種性質。電子是一種波動，是電子波。電子的能量與動量分別決定了它的物質波頻率與波數。既然粒子具有波粒二象性，應該會有一種能夠正確描述這種量子特性的波動方程式，這點子給予埃爾溫·薛定諤極大的啟示，他因此開始尋找這波動方程式。薛定諤參考威廉·哈密頓先前關於牛頓力學與光學之間的類比這方面的研究，在其中隱藏了一個奧妙的發現，即在零波長極限，物理光學趨向於幾何光學；也就是說，光波的軌道趨向於明確的路徑，而這路徑遵守最小作用量原理。哈密頓認為，在零波長極限，波傳播趨向於明確的運動，但他並沒有給出一個具體方程式來描述這波動行為，而薛定諤給出了這方程式。他從哈密頓-雅可比方程成功地推導出薛定谔方程式。:207他又用自己設計的方程式來計算氫原子的譜線，得到的答案與用波耳模型計算出的答案相同。他將這波動方程式與氫原子光譜分析結果，寫為一篇論文，1926年，正式發表於物理學界:163-167。從此，量子力學有了一個嶄新的理論平台。
薛丁格給出的薛定諤方程式能夠正確地描述波函數的量子行為。那時，物理學者尚未能解釋波函數的涵義，薛定諤嘗試用波函數來代表電荷的密度，但遭到失敗。1926年，玻恩提出機率幅的概念，成功地解釋了波函數的物理意義:219-220。可是，薛定諤本人不贊同這種統計或機率方法，和它所伴隨的非連續性波函數塌縮，如同愛因斯坦認為量子力學只是個決定性理論的統計近似，薛定諤永遠無法接受哥本哈根詮釋。在他有生最後一年，他寫給玻恩的一封信內，薛定諤清楚地表明了這意見。:479
1927年，道格拉斯·哈特里與弗拉基米尔·福克在對於多體波函數的研究踏出了第一步，他們發展出哈特里－福克方程來近似方程的解。這計算方法最先由哈特里提出，後來福克將之加以改善，能夠符合包立不相容原理的要求。:344-345
薛定谔方程式不具有勞侖茲不變性 ，无法准确给出符合相对论的结果。薛定諤試著用相對論的能量動量關係式，來尋找一個相對論性方程式，並且描述電子的相对论性量子行為。但是這方程式給出的精細結構不符合阿諾·索末菲的結果，又會給出違背量子力學的負機率和怪異的負能量現象，他只好將這相對論性部分暫時擱置一旁，先行發表前面提到的非相對論性部分。:196-197:3
1926年，奥斯卡·克莱因和沃尔特·戈尔登將電磁相對作用納入考量，獨立地給出薛定谔先前推導出的相對論性部分，並且證明其具有勞侖茲不變性。這方程式後來稱為克莱因-戈尔登方程式。:3
1928年，保羅·狄拉克最先成功地統一了狹義相對論與量子力學，他推導出狄拉克方程式，適用於電子等等自旋為1/2的粒子。這方程式的波函數是一個旋量，擁有自旋性質。:167

## 概述

在一維無限深方形阱內，粒子的能級與對應的波函數。

在一維無限深方形阱內，找到能級為 的粒子的機率。

### 位置空間波函數
假設一個自旋為零的粒子移動於一維空間。這粒子的量子態以波函數表示為 {\displaystyle \Psi (x,t)} ；其中，{\displaystyle x} 是位置，{\displaystyle t} 是時間。波函數是複值函數。測量粒子位置所得到的結果不是決定性的，而是機率性的。粒子的位置 {\displaystyle x} 在區間 {\displaystyle [a,b]} （即 {\displaystyle a\leq x\leq b} ）的機率{\displaystyle P_{a\leq x\leq b}}為
{\displaystyle P_{a\leq x\leq b}=\int _{a}^{b}\,|\Psi (x,t)|^{2}\mathrm {d} x} ；
其中，{\displaystyle t} 是對於粒子位置做測量的時間。
換句話說，{\displaystyle |\Psi (x,t)|^{2}} 是粒子在位置 {\displaystyle x} 、時間 {\displaystyle t} 的機率密度。
這導致歸一化條件：在位置空間的任意位置找到粒子的機率為100%：
{\displaystyle \int _{-\infty }^{\infty }\,|\Psi (x,t)|^{2}\mathrm {d} x=1} 。

### 動量空間波函數
在動量空間，粒子的波函數表示為 {\displaystyle \Phi (p,t)} ；其中，{\displaystyle p} 是一維動量，值域從 {\displaystyle -\infty } 至 {\displaystyle +\infty } 。測量粒子動量所得到的結果不是決定性的，而是機率性的。粒子的動量 {\displaystyle p} 在區間 {\displaystyle [a,b]} （即 {\displaystyle a\leq p\leq b} ）的機率為
{\displaystyle P_{a\leq p\leq b}=\int _{a}^{b}\,|\Phi (p,t)|^{2}\mathrm {d} p} 。
動量空間波函數的歸一化條件也類似：
{\displaystyle \int _{-\infty }^{\infty }\,\left|\Phi (p,t)\right|^{2}\mathrm {d} p=1} 。

### 兩種波函數之間的關係

本圖展示一維零自旋自由粒子的波函數範例，左邊是位置空間波函數 的實部（紫色）和機率密度 （紅色），右邊是動量空間波函數 的實部（金色）和機率密度 （藍色）。在x-軸的某位置 或p_{x}-軸的某動量 顯示出的粒子顏色的不透明度，分別表示在那位置 或動量 找到粒子的機率密度（不是波函數的機率幅）。

位置空間波函數與動量空間波函數彼此是對方的傅立葉變換。他們各自擁有的信息相同，任何一種波函數都可以用來計算粒子的相關性質。兩種波函數之間的關係為:108
{\displaystyle \Phi (p,t)={\frac {1}{\sqrt {2\pi \hbar }}}\int _{-\infty }^{\infty }\,e^{-ipx/\hbar }\Psi (x,t)\mathrm {d} x} 、
{\displaystyle \Psi (x,t)={\frac {1}{\sqrt {2\pi \hbar }}}\int _{-\infty }^{\infty }\,e^{ipx/\hbar }\Phi (p,t)\mathrm {d} p} 。

### 波函数实质
量子力学中体系的态实际上由一个希尔伯特空间里的 {\displaystyle |{\mathfrak {J}}(t)\rangle } 矢量来描述。我们可以用任何不同的基来表示它。
波函数 {\displaystyle \Psi (x,t)} 实际上是 {\displaystyle |{\mathfrak {J}}(t)\rangle } 在坐标本征函数为基上展开的{\displaystyle x}“分量”：
{\displaystyle \Psi (x,t)=\langle x\mid {\mathfrak {J}}(t)\rangle ,}
（这里基矢量 {\displaystyle |x\rangle } 对应于本征值为 {\displaystyle x} 的算符 {\displaystyle {\hat {x}}} 的本征函数）。
动量空间波函数 {\displaystyle \Phi =(p,t)} 是 {\displaystyle |{\mathfrak {J}}(t)\rangle } 用动量本征函数的基展开时的展开系数:
{\displaystyle \Phi (p,t)=\langle p\mid {\mathfrak {\Im }}(t)\rangle }
（这里基矢量 {\displaystyle |p\rangle } 对应于属于本征值 {\displaystyle p} 的 {\displaystyle {\hat {p}}} 的本征函数） 。
我们也可以把 {\displaystyle |{\mathfrak {F}}(t)\rangle } 用能量本征函数的基展开（简单起见，假设谱是分立的）：
{\displaystyle c_{n}(t)=\langle n\mid {\mathfrak {\Im }}(t)\rangle }
（这里基矢量 {\displaystyle |n\rangle } 对应属于 {\displaystyle {\hat {H}}} 的第 {\displaystyle n} 个本征函数：{\displaystyle c_{n}=\left\langle f_{n}\mid \Psi \right\rangle =\int f_{n}(x)^{*}\Psi (x,t)\mathrm {d} x}) 。
波函数 {\displaystyle \Psi } 与 {\displaystyle \Phi } 和系数的集合 {\displaystyle \left\{c_{n}\right\}} ，所有这些所表示的都是同一个状态，包含完全一样的信息——它们仅是描述同一矢量的三种不同途径而已：
{\displaystyle |{\mathfrak {J}}(t)\rangle \rightarrow \int \Psi (y,t)\delta (x-y)dy=\int \Phi (p,t){\frac {1}{\sqrt {2\pi \hbar }}}e^{ipx/\hbar }dp=\sum c_{n}e^{-iE_{n}t/\hbar }\psi _{n}(x)}

## 薛丁格方程式
在一維空間裏，運動於位勢 {\displaystyle V(x)} 的單獨粒子，其波函数滿足含時薛丁格方程式
{\displaystyle -{\frac {\hbar ^{2}}{2m}}{\frac {\partial ^{2}}{\partial x^{2}}}\Psi (x,t)+V(x)\Psi (x,t)=i\hbar {\frac {\partial }{\partial t}}\Psi (x,t)} ；
其中，{\displaystyle m} 是質量，{\displaystyle \hbar } 是約化普朗克常數。
不含時薛丁格方程式與時間無關，可以用來計算粒子的本徵能量與其它相關的量子性質。應用分離變數法，猜想 {\displaystyle \Psi (x,\,t)} 的函數形式為
{\displaystyle \Psi (x,\,t)=\psi _{E}(x)e^{-iEt/\hbar }} ；
其中，{\displaystyle E} 是分離常數，稍加推導可以論定 {\displaystyle E} 就是能量，{\displaystyle \psi _{E}(x)} 是對應於 {\displaystyle E} 的本徵函數。
代入這猜想解，經過一番運算，可以推導出一維不含時薛丁格方程式：
{\displaystyle -{\frac {\hbar ^{2}}{2m}}{\frac {\partial ^{2}}{\partial x^{2}}}\psi _{E}(x)+V(x)\psi _{E}(x)=E\psi _{E}(x)} 。

## 波函数的概率诠释
波函数 {\displaystyle \Psi (\mathbf {r} ,t)} 是概率波。其模的平方 {\displaystyle \vert \Psi (\mathbf {r} ,t)\vert ^{2}\,} 代表粒子在该处出现的概率密度，并且具有归一性，全空间的积分
{\displaystyle \int \vert \Psi (\mathbf {r} ,t)\vert ^{2}\,d^{3}\,x=1} 。
波函数的另一个重要特性是相干性。两个波函数叠加，概率的大小取决于两个波函数的相位差，类似光学中的杨氏双缝实验。

## 波函数的本征值和本征态
在量子力学中，可观察量 {\displaystyle A} 以算符 {\displaystyle {\hat {A}}} 的形式出现。{\displaystyle {\hat {A}}} 代表对於波函数的一种运算。例如，在位置空間裏，动量算符 {\displaystyle {\hat {\mathbf {p} }}} 的形式為
{\displaystyle {\hat {\mathbf {p} }}=-i\hbar \nabla } 。
可观察量 {\displaystyle A} 的本徵方程式為
{\displaystyle {\hat {A}}\psi =a\psi } 。
对应的 {\displaystyle a} 称为算符 {\displaystyle {\hat {A}}} 的本徵值，{\displaystyle \psi } 称为算符 {\displaystyle {\hat {A}}} 的本徵態。假設對於 {\displaystyle {\hat {A}}} 的本徵態 {\displaystyle \psi } 再測量可观察量 {\displaystyle A} ，則得到的結果是本徵值 {\displaystyle a} 。

## 态叠加原理
假設對於某量子系統測量可觀察量 {\displaystyle A} ，而可觀察量 {\displaystyle A} 的本徵態 {\displaystyle |a_{1}\rangle } 、{\displaystyle |a_{2}\rangle } 分別擁有本徵值 {\displaystyle a_{1}} 、{\displaystyle a_{2}} ，則根据薛定谔方程的线性关系，疊加態 {\displaystyle |\psi \rangle } 也可以是這量子系統的量子態：
{\displaystyle |\psi \rangle =c_{1}|a_{1}\rangle +c_{2}|a_{2}\rangle } ；
其中， {\displaystyle c_{1}} 、{\displaystyle c_{2}} 分別為疊加態處於本徵態 {\displaystyle |a_{1}\rangle } 、{\displaystyle |a_{2}\rangle } 的機率幅。
假設对這疊加態系統测量可观察量 {\displaystyle A} ，則測量獲得數值是 {\displaystyle a_{1}} 或 {\displaystyle a_{2}} 的機率分別為 {\displaystyle |c_{1}|^{2}} 、{\displaystyle |c_{2}|^{2}} ，期望值為
{\displaystyle \langle \psi |A|\psi \rangle =|c_{1}|^{2}a_{1}+|c_{2}|^{2}a_{2}} 。

## 定态

描述諧振子的含時薛丁格方程式的三個波函數解。左邊：波函數機率幅的實部（藍色）或虛部（紅色）。右邊：找到粒子在某位置的機率，這說明了為甚麼機率與時間無關的量子態被稱為「定態」。上面兩個橫排是定態，最下面橫排是疊加態 。

在量子力学中，一类基本的问题是哈密顿算符 {\displaystyle {\hat {H}}} 不含时间的情况。對於這問題，應用分離變數法，可以將波函數 {\displaystyle \Psi (\mathbf {r} ,t)} 分離成一个只与位置有关的函数 {\displaystyle \psi (\mathbf {r} )} 和一个只与时间有关的函数 {\displaystyle f(t)} ：
{\displaystyle \Psi (\mathbf {r} ,t)=\psi (\mathbf {r} )f(t)} 。
將這公式代入薛定谔方程，就会得到
{\displaystyle f(t)=\exp {(-iEt/\hbar )}} 。
而 {\displaystyle \psi (\mathbf {r} )} 则满足本徵能量薛丁格方程式：
{\displaystyle {\hat {H}}\psi (\mathbf {r} )=E\psi (\mathbf {r} )} 。

## 例子

### 自由粒子
3D空间中的自由粒子，其波矢 为k ， 角频率 为ω，其波函数为：
{\displaystyle \Psi (\mathbf {r} ,t)=Ae^{i(\mathbf {k} \cdot \mathbf {r} -\omega t)}\,.}

### 無限深方形阱
粒子被限制在x = 0和x = L之间的1D空间中，其波函数为::30-38
{\displaystyle {\begin{aligned}\Psi (x,t)&={\sqrt {\frac {2}{L}}}\sin \left({\frac {n\pi x}{L}}\right)e^{-i\omega _{n}t},&\quad 0\leq x\leq L\\\Psi (x,t)&=0,&x<0,x>L\\\end{aligned}}}
其中，{\displaystyle \hbar \omega _{n}={\frac {n^{2}h^{2}}{8mL^{2}}}}是能量本徵值，{\displaystyle n}是正整數，{\displaystyle m}是質量。

### 有限位势垒

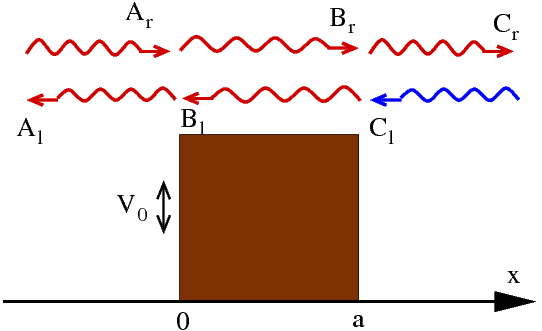
对于一个垒高为 V_{0} 的位势垒的散射。往左与往右的量子波的波幅与方向都分别表示于图内。用来计算透射系数与反射系数的量子波都以红色表示

在1D情况下，粒子处于如下势垒中：
{\displaystyle V(x)={\begin{cases}V_{0}&|x|<a\\0&{\text{otherwise,}}\end{cases}}}
其波函数的定态解为({\displaystyle k,\kappa }为常数)
{\displaystyle \psi (x)={\begin{cases}A_{\mathrm {r} }\exp(ikx)+A_{\mathrm {l} }\exp(-ikx)&x<-a,\\B_{\mathrm {r} }\exp(\kappa x)+B_{\mathrm {l} }\exp(-\kappa x)&|x|\leq a,\\C_{\mathrm {r} }\exp(ikx)+C_{\mathrm {l} }\exp(-ikx)&x>a.\end{cases}}}

### 量子点

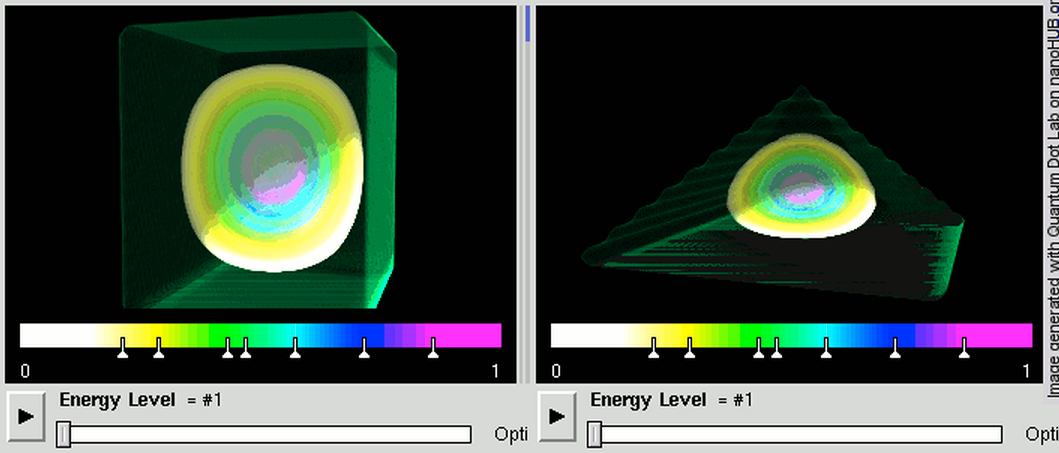
量子点中3D受束缚的电子波函数。如图所示为方形和三角形量子点。方形量子点中的电子态更像s轨道和p轨道。然而，由于不同的几何形态导致不同的束缚，三角形量子点中的波函数则是多种轨道混合的结果。

量子点是在把激子在三个空间方向上束缚住的半导体纳米结构。粒子在三个方向上都处在势阱中。势阱可以由于静电势（由外部的电极，掺杂，应变，杂质产生），两种不同半导体材料的界面（例如：在自組量子点中），半导体的表面（例如：半导体纳米晶体），或者以上三者的结合。量子点具有分离的量子化的能谱。所对应的波函数在空间上位于量子点中，但延伸于数个晶格周期中。其中的能级可以用类似無限深方形阱的模型来描述，能级位置取决于势阱宽度。

## 参閱
- 波包